# Forces aériennes stratégiques
Pour les articles homonymes, voir FAS.
Les forces aériennes stratégiques (FAS) françaises sont créées le 14 janvier 1964 et sont chargées de l'emploi des armes nucléaires dans l'Armée de l'air française.
Elles sont l'une des trois composantes de la Force de dissuasion nucléaire française avec les Forces océaniques stratégiques (FOST) qui met en œuvre les sous-marins nucléaires lanceurs d'engins (SNLE) et la Force aéronavale nucléaire (FANU) qui sont chargées de l'emploi des armes nucléaires de la Marine nationale.

## Historique

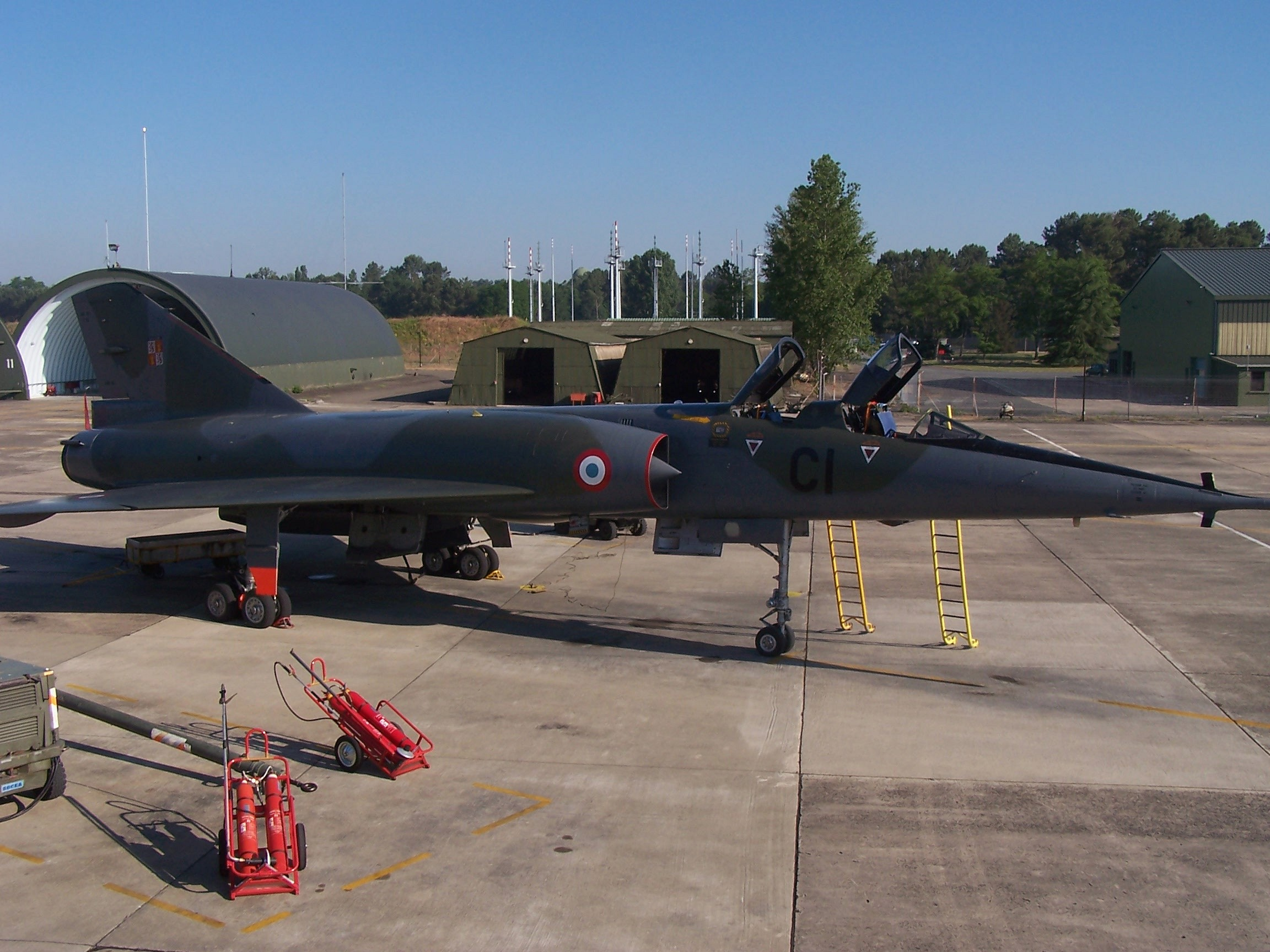
Le Mirage IVP codé CI de l'escadron de bombardement 1/91 Gascogne. 62e et dernier Mirage IV construit, il été reçu par l'Armée de l'air en janvier 1968.

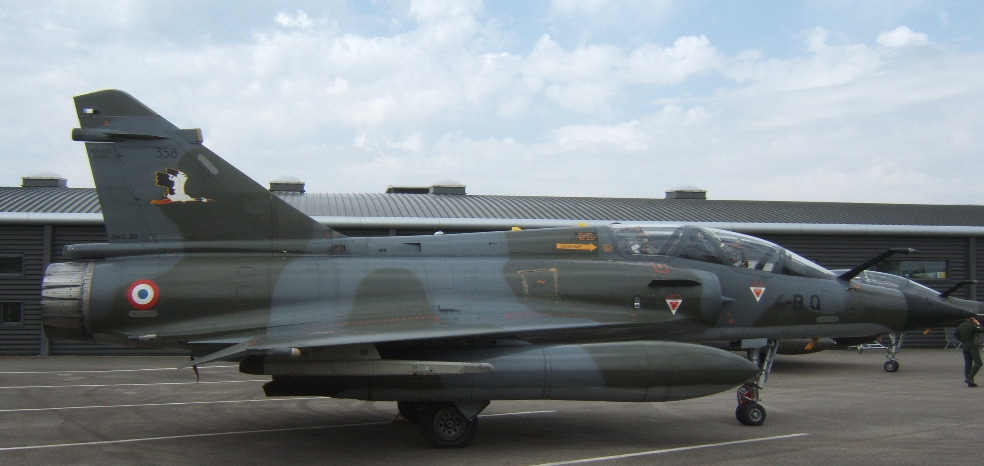
Mirage 2000N de l'escadron de chasse 2/4 La Fayette en 2006

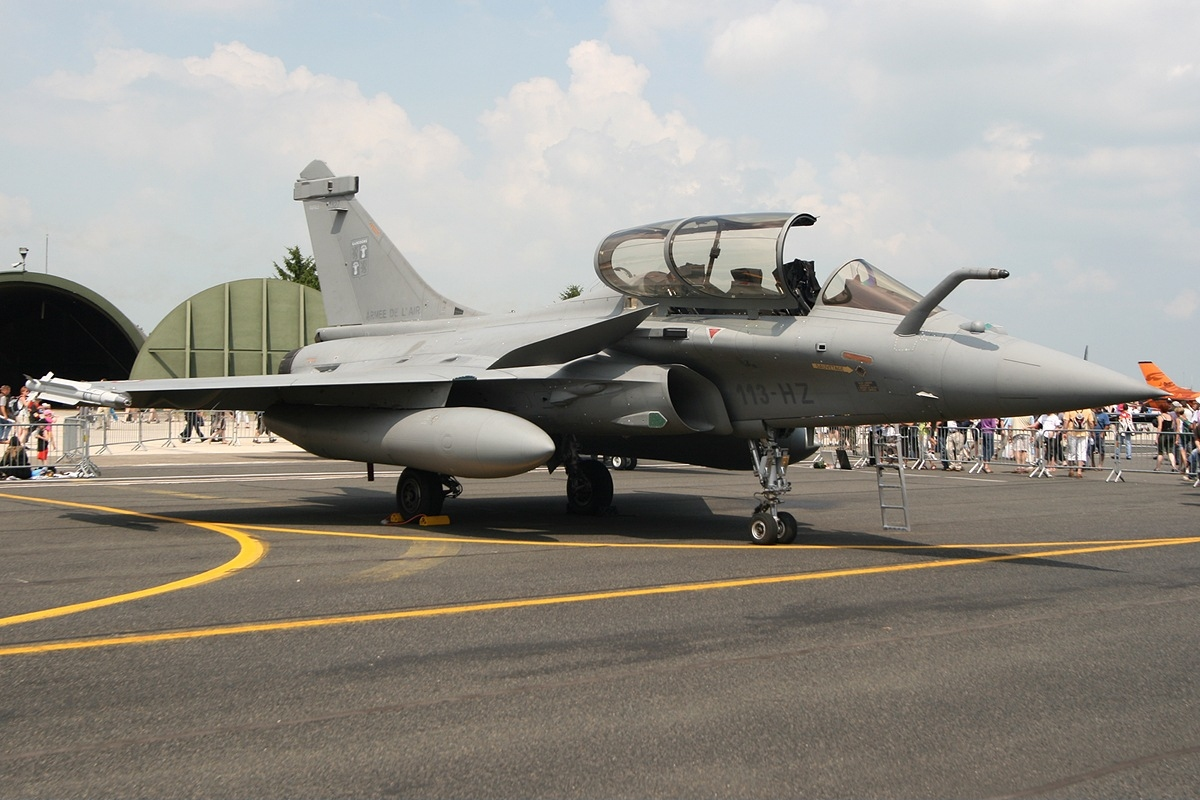
Dassault Rafale B de l'escadron de chasse 1/91 Gascogne, en 2009

Elles sont historiquement les premières forces sur lesquelles repose la dissuasion nucléaire française. La première prise d'alerte d'un bombardier Mirage IV armé de la bombe AN-11 et d'un avion ravitailleur Boeing KC-135 est effectuée le 8 octobre 1964 : cette date marque le début de la permanence opérationnelle de la Force de dissuasion nucléaire française. Entre 1958 et 1961 la construction du porte-avions Verdun est envisagée, pour déployer des bombardiers nucléaires en mer.
En avril 1965 est confirmée la volonté d'établir une base de lancement de missiles « sol-sol balistiques stratégiques » (SSBS), sous le commandement de la Force aérienne stratégique. C'est au plateau d'Albion qu'est placée la base aérienne 200 Apt-Saint-Christol équipée de silos souterrains de lancement de ces missiles, base opérationnelle le 2 août 1971, jusqu'à son démantèlement le 16 septembre 1996.
Au printemps 1966, avec 9 escadrons de Mirage IV dotés de la bombe AN-11, l'ensemble de la 1re composante de la force de dissuasion est réalisée. Le remplacement de l'AN-11 par la bombe AN-22 a commencé en 1967. En 1973, elle comprend 60 Mirage IV répartis sur neuf bases du territoire métropolitain français.
Le retrait du Mirage IV, prévu en 1976 a été repoussé à 1985. Alors que les Mirage IV de reconnaissance dotés du pod CT52 auraient dû être les seuls à rester en service, en octobre 1979 le ministère de la Défense français prend la décision de transformer quinze Mirage IV 'A' en Mirage IV 'P' (pour Pénétration) capables d'emporter le missile Aérospatiale ASMP, destiné à remplacer l'AN-22, et dont le contrat de développement est signé en avril 1978. Le Mirage IVP est opérationnel à partir de mai 1986, le dernier avion étant livré en 1987. En 1988, la mission de bombardement nucléaire est confiée au nouveau Mirage 2000N. Le 31 juillet 1996, les seize Mirage IVP restants abandonnent leur mission nucléaire.
Depuis les années 1990, les avions des FAS interviennent également en OPEX pour des missions de combat conventionnelles.
La version Mirage 2000N spécialisée dans la frappe nucléaire emporte le missile ASMP (Mirage 2000 NK1 et NK2). En 2010 les Mirage 2000 NK3 sont équipés du missile Air-sol moyenne portée amélioré ASMP-A.
L'escadron de chasse 1/91 Gascogne doté de Rafale B au standard F3 destiné à la frappe nucléaire, a été créé le 31 mars 2009 et a pris pour la première fois l'alerte nucléaire dans un exercice le 1er juillet 2010, équipée du nouveau missile ASMP-A
Avec le retrait des Mirage 2000N le 21 juin 2018, les FAS passent au tout Rafale.

## Organisation
De 1963 jusqu'en 2011, le commandement des forces aériennes stratégiques (CFAS) est situé à la base de Taverny sous la forêt de Montmorency qui accueille la même année le centre d’opérations des forces aériennes stratégiques (COFAS). Le PC Gypse est alors construit à 50 mètres sous la terre, avec un abri antiatomique destiné au pouvoir exécutif en cas de guerre nucléaire ; ce PC est opérationnel en 1967.
En juillet 2011, la base aérienne de Taverny est dissoute : toutes ses unités sont transférées. L'état-major des FAS est déplacé à la base aérienne 107 de Villacoublay. Une activité résiduelle avec un centre d'opérations est maintenue à Taverny avec quelques dizaines de personnes. Le centre d'opérations principal est transféré à la base aérienne 942 de Lyon-Mont Verdun située près de Lyon.
Au cours du printemps 2020, il est décidé le retour de l'état-major en 2024, soit une centaine de personnes à la base aérienne 921 de Taverny. Cela est effectif le 5 septembre 2024.
Avant septembre 2024, le Commandement des Forces aériennes stratégiques (CFAS) comprend :
- un état-major à la base aérienne 107 de Villacoublay,
- un centre d’opérations (COFAS) situé à la base aérienne 942 de Lyon-Mont Verdun (COFAS de dévolution sur la base aérienne 921 de Taverny) qui assure « le suivi permanent des moyens, la capacité de réaliser une montée en puissance immédiate de ces moyens, la planification et la conduite des missions ».

En 1968, au plus fort de la dotation, soixante-deux Mirage IV (dont neuf en alerte opérationnelle pouvant être engagé[s] dans les 5 minutes et le reste dans l'heure,) forment l'ossature de trois escadres de bombardement (les 91e, 93e et 94e Escadre de bombardement) représentant neuf escadrons de bombardement (EB) et un centre d'instruction.
- l'EB 1/91 « Gascogne » créé le 1er octobre 1964 dans la BA 118 à Mont-de-Marsan ;
- l'EB 2/94 « Marne » le 24 février 1965 de la BA 113 à Saint-Dizier ;
- l'EB 2/91 « Bretagne » le 1er avril 1965[11], à la BA 120 à Cazaux ;
- l'EB 3/91 « Beauvaisis » le 1er juin 1965[12] de la BA 110 à Creil ;
- l'EB 3/93 « Sambre » le 6 juillet 1965[12] à la BA 103 à Cambrai ;
- l'EB 2/93 « Cévennes » le 31 juillet 1965[13],[14] à la BA 115 à Orange ;
- l'EB 1/93 « Guyenne » le 15 octobre 1965[15] sur la BA 125 à Istres ;
- l'EB 1/94 « Bourbonnais » le 1er mars 1966[12] sur la BA 702 à Avord ;
- l'EB 3/94 « Arbois » le 1er juin 1966[14] de la BA 116 à Luxeuil ;
- le Centre d'instruction des Forces aériennes stratégiques (CIFAS) no 328 créé le 25 mai 1964 de la BA 106 à Bordeaux-Mérignac.

S'y adjoignent douze avions ravitailleurs Boeing C-135F (dont trois en alerte opérationnelle), organisés en trois escadrons (ERV), créés en 1964 : 
- l'ERV 4/91 « Landes » créé le 1er janvier 1964 à la BA 118 à Mont-de-Marsan ;
- l'ERV 4/93 « Aunis » le 13 juillet 1965[16] dans la BA 125 à Istres ;
- l'ERV 4/94 « Sologne » le 15 avril 1966 à la BA 702 à Avord.

S'y ajoutent :
- le 1er groupement de missiles stratégiques (1er GMS) créé en avril 1967 sur la Base aérienne 200 d'Apt Saint-Cristol  (Plateau d'Albion)[17] jusqu'à son démantèlement en 1999.

Ne dépendant pas de la FAS, plusieurs installations ont été utilisées par celle-ci :
- le Centre d'expérimentation du Pacifique (CEP) en Polynésie française, créé 1er juillet 1963, comprenant :
  - un QG à Papeete,
  - la BA 185 avancée à Hao (460 km au nord-ouest de Moruroa), créée le 1er juillet 1966[18],
  - le polygone de tir de Moruroa,
  - le polygone de tir de Fangataufa.

En 2008, les 60 Mirage 2000N des FAS entrés en service en 1988 sont stationnés à la base aérienne 116 Luxeuil-Saint Sauveur et la base aérienne 125 Istres-Le tubé.

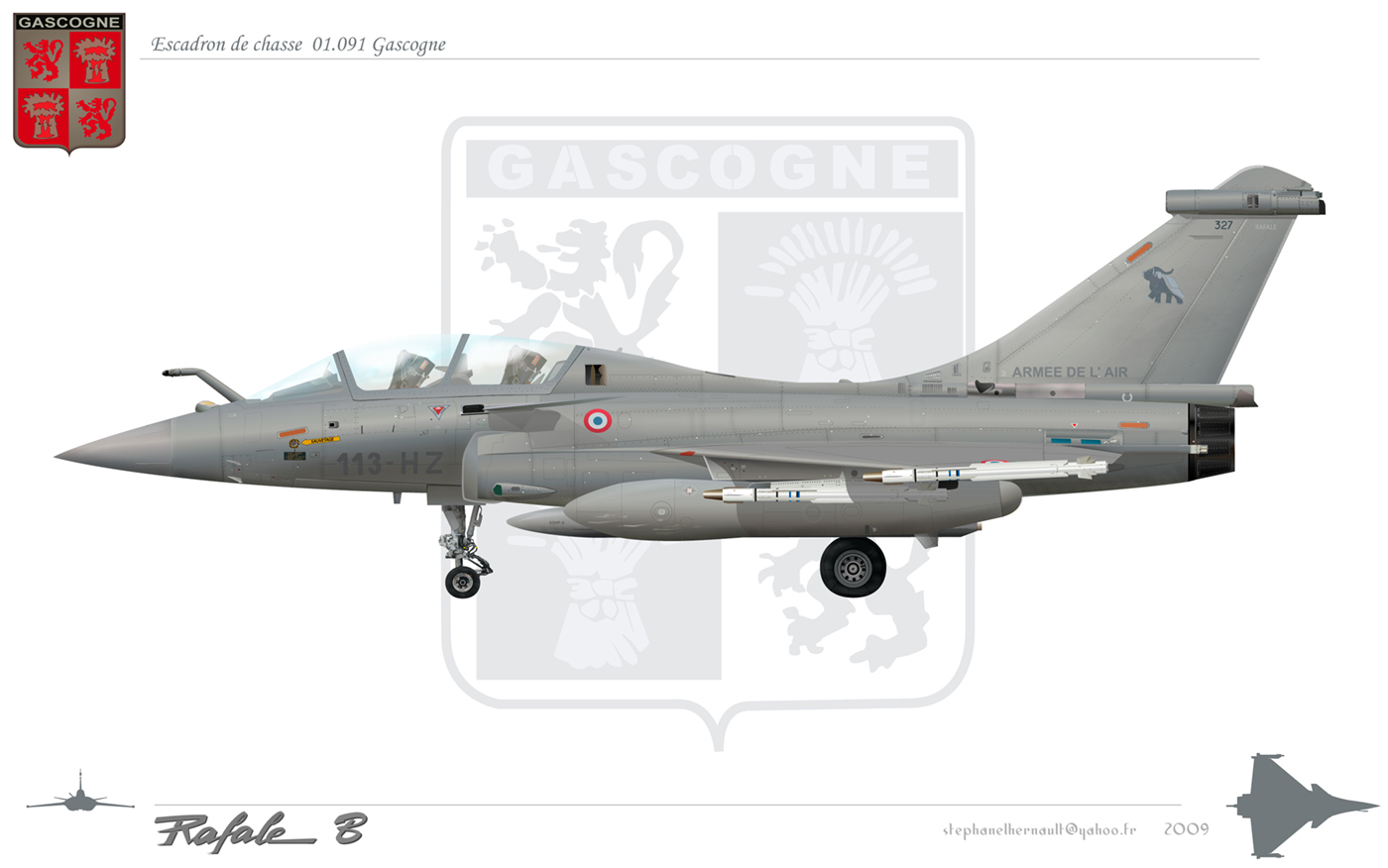
Rafale B de l'escadron "Gascogne" & ASMPA

En 2014, deux escadrons nucléaires équipés de quarante-trois avions composent les FAS et sont servis par 1 400 personnes : 
- l'escadron de chasse 1/4 Gascogne de la base aérienne 113 Saint-Dizier-Robinson équipé de 20 Rafale B[20] ;
- l'escadron de chasse 2/4 La Fayette à la base aérienne 125 de Istres équipé de 23 Mirage 2000N

Ils font partie de la 4e escadre de chasse recréée le 26 août 2015.
En septembre 2018, les Mirage 2000N sont retirés du service et les deux escadrons équipés de Rafale regroupés à Saint-Dizier. En 2019, ils comptent quarante-huit Rafale B dont environ vingt-cinq sont aptes au vol immédiatement. La moitié de ces derniers est employée pour réaliser les missions opérationnelles et l’autre moitié, au maintien en condition opérationnelle des équipages.
Entre 1988 et 2018, douze Mirage 2000N ont été perdus sur un total de soixante-quinze appareils.
Les FAS comprennent également la 31e escadre aérienne de ravitaillement et de transport stratégique (31e EARTS) exploitant quatorze C-135 FR et basée à Istres, en 2018. Seulement 4% de leur activité est effectuée pour la FAS ; ces appareils seront remplacés progressivement par quinze  Airbus A330 MRTT « Phénix » entre 2018 et 2025. Un C-135F (no 473) a été perdu, s'étant écrasé le 30 juin 1972 au cours de la campagne des essais nucléaires français entrainant la mort des six membres d'équipage.
Le renouvellement des ravitailleurs permettra aux FAS d'avoir une capacité de frappe mondiale. En 2019, il est prévu qu'en 2023, elle pourra parcourir 20 000 kilomètres avec vingt Rafale et dix MRTT en 48 heures, tout en emportant le fret et le personnel pour soutenir le rythme d’une campagne aérienne.
Depuis le 1er septembre 2021, les FAS ont gagné un escadron supplémentaire : il s'agit de l'Escadron de transport 3/60 Esterel stationné à la base aérienne 110 de Creil. Cette unité rejoint la Base aérienne 125 d'Istres en 2023, dans la 31e Escadre aérienne de ravitaillement et de transport stratégiques.

### Dépôts d'armes nucléaires

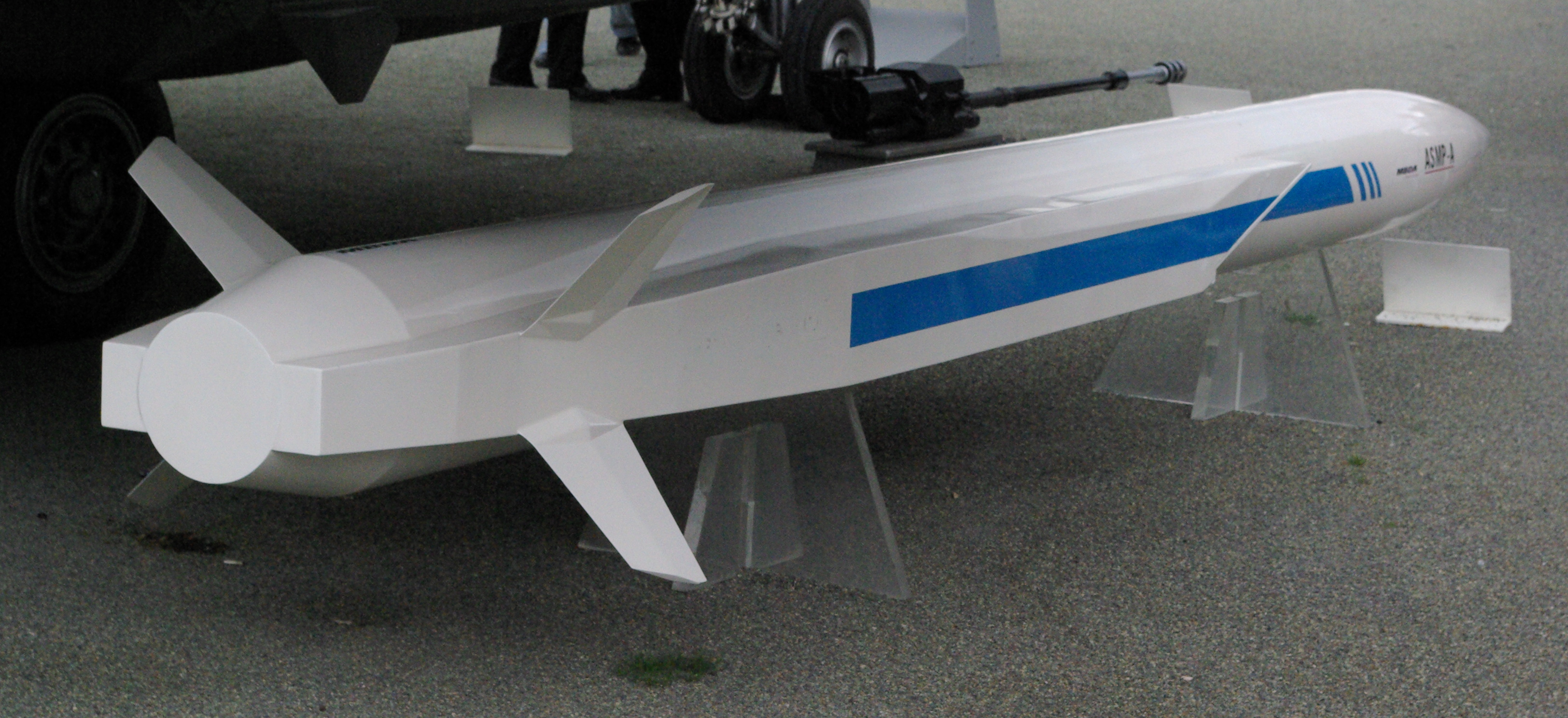
Maquette à l'échelle de l'ASMPA

Lors du retrait du service, entre 1986 et 1989, des bombes AN22 équipant le bombardier Mirage IV, une nouvelle génération d'armes aéroportées appelée « missile ASMP » est mise en service. Ces armes sont maintenues en condition opérationnelle et stockées dans les Dépôts ateliers munitions spéciales (DAMS), sites très protégés sur les bases aériennes à vocation nucléaire.
À compter de 2010, le missile air-sol moyenne portée amélioré (ASMP-A) de nouvelle génération est destiné aux FAS de l'Armée de l'air et à la Force aéronavale nucléaire (FANu) de la Marine nationale. Il est porteur de la nouvelle tête nucléaire aéroportée (TNA) d'une puissance estimée à 300 kt.
À partir de fin 2008 et jusqu'en 2012, les dépôts sont réorganisés et perdent leur nom à l'occasion de l'arrivée du missile ASMP-A pour être rebaptisés « Dépôts vecteurs ASMPA » (DVA). Sur les cinq DAMS alors existants, trois sont rénovés (Istres, Saint-Dizier et Avord) et les deux autres fermés. Le DAMS de Mont-De-Marsan (1er DAMS à avoir pris l'alerte nucléaire en 1964) fut dissous le 30/06/2011. Jusqu'alors, les vecteurs et têtes nucléaires étaient stockés ensemble dans les DAMS ; désormais, seul le vecteur est stocké dans le DVA et est confié à l'escadron lors de la mise en œuvre, alors que les têtes nucléaires sont entreposées dans un bâtiment séparé, dans une zone spécialisée et très protégée.

### Bases aériennes stratégiques
En 2025, trois bases aériennes sont qualifiées de stratégiques par l'Armée de l'air  : 
- la base aérienne 113 de Saint-Dizier,
- la base aérienne 125 d'Istres,
- la base aérienne 702 d'Avord.

## Entraînement
Pour maintenir leur niveau opérationnel, les forces aériennes stratégiques françaises conduisent chaque année des exercices de prise d'alerte et de raid aérien. Ces entraînements sont constitués de deux grandes opérations : « Banco » et « Poker ».
La première consiste à sortir les missiles nucléaires et à les monter sur les avions Rafale, afin de simuler une situation où le président de la République donne l'ordre de frapper un objectif. L'exercice prend fin lorsque les pilotes sont à bord, prêts à décoller, « bien souvent au bout d’une semaine passée dans les postes enterrés à attendre l’ordre », selon le général Bruno Maigret, commandant des forces aériennes stratégiques, lors de son audition au sein de la Commission de la défense nationale et des forces armées, en juin 2019. Les avions ne décollent jamais avec les armements réels, car, rappelle le ministère des Armées, le vol avec une arme nucléaire réelle est interdit en France en temps de paix. L'opération « Banco » est conduite environ deux fois par an et concerne la quasi-totalité des têtes nucléaires des forces aériennes stratégiques. À l'issue, les missiles sont décrochés et rangés.
La seconde opération consiste cette fois à procéder au vol lui-même, avec un armement inerte. L'avion et son escorte conduisent alors un raid aérien de plusieurs heures au-dessus du territoire national et procèdent à toutes les grandes phases qui sont attendues lors de ce genre de mission : ravitaillement en vol, pénétration en basse altitude et tir fictif du missile, représenté par une maquette. Ces exercices de raid nucléaire complet sont organisés quatre fois par an. Ils peuvent parfois se dérouler sur de très grandes distances, pour démontrer la capacité de la France à conduire une opération très loin de ses bases. Pour cet exercice, jusqu'à cinquante avions peuvent être mobilisés, ainsi que des troupes au sol pour mettre en œuvre des moyens de défense sol-air et sécuriser les bases aériennes mobilisées. En janvier 2019, l'armée de l'air a organisé un raid de plus de 12 heures de vol entre La Réunion et la France métropolitaine. Deux avions Rafale et leurs ravitailleurs ont franchi plus de 9 000 kilomètres sous la protection de Mirage 2000, et en faisant face à de faux avions ennemis, pour simuler un tir nucléaire.
Outre ces deux grandes opérations, des exercices supplémentaires d'ampleur moindre ou thématiques sont organisés. Selon le général Bruno Maigret, cela représente en tout 70 entraînements par an.

## Commandants
- Général de corps aérien Michel Brugnon (1998 - 1999)
- Général de corps aérien Gérard Sauclès (3 novembre 1999-2002)
- Général de corps aérien Pierre-Henri Mathé (2002 - 2005)
- Général de corps aérien Xavier Jarry (2005 - 2007)
- Général de corps aérien Paul Fouilland (2007 - 2012)
- Général de corps aérien Patrick Charaix (2012 - 2014)
- Général de corps aérien Philippe Steininger (2014 - 1er juillet 2015)
- Général de corps aérien Bernard Schuler (1er juillet 2015 - 3 septembre 2018)[30]
- Général de corps aérien Bruno Maigret (3 septembre 2018 - 1er septembre 2021)
- Général de corps aérien Jérôme Bellanger (1er septembre 2021 - 16 septembre 2024)
- Général de corps aérien Stéphane Virem (Depuis le 16 septembre 2024)